# Kaijavaaranjärvi
Kaijavaaranjärvi är en sjö i Kiruna kommun i Lappland och ingår i Torneälvens huvudavrinningsområde. Sjön har en area på 0,225 kvadratkilometer och ligger 451,9 meter över havet. Kaijavaaranjärvi ligger i Rautas fjällurskog Natura 2000-område. Sjön avvattnas av vattendraget Käyräjoki.

## Delavrinningsområde
Kaijavaaranjärvi ingår i det delavrinningsområde (754521-168300) som SMHI kallar för Mynnar i Rautasälven. Medelhöjden är 493 meter över havet och ytan är 34,58 kvadratkilometer. Det finns inga avrinningsområden uppströms utan avrinningsområdet är högsta punkten. Käyräjoki som avvattnar avrinningsområdet har biflödesordning 3, vilket innebär att vattnet flödar genom totalt 3 vattendrag innan det når havet efter 407 kilometer. Avrinningsområdet består mestadels av skog (71 procent) och sankmarker (21 procent). Avrinningsområdet har 0,93 kvadratkilometer vattenytor vilket ger det en sjöprocent på 2,7 procent.